# الذبوب (حبيش)

تعديل مصدري - تعديل

الذبوب محلة تابعة لقرية الشاحة، التابعة لعزلة الجعافرة بمديرية حبيش إحدى مديريات محافظة إب في الجمهورية اليمنية، بلغ تعداد سكانها 52 حسب تعداد اليمن لعام 2004.